# Trabeculus hexakon
Trabeculus hexakon är en insektsart som först beskrevs av James Waterston 1914.  Trabeculus hexakon ingår i släktet Trabeculus och familjen fjäderlöss. Inga underarter finns listade i Catalogue of Life.